# Onze-Lieve-Vrouw-Onbevlekt-Ontvangenkerk (Tervant)

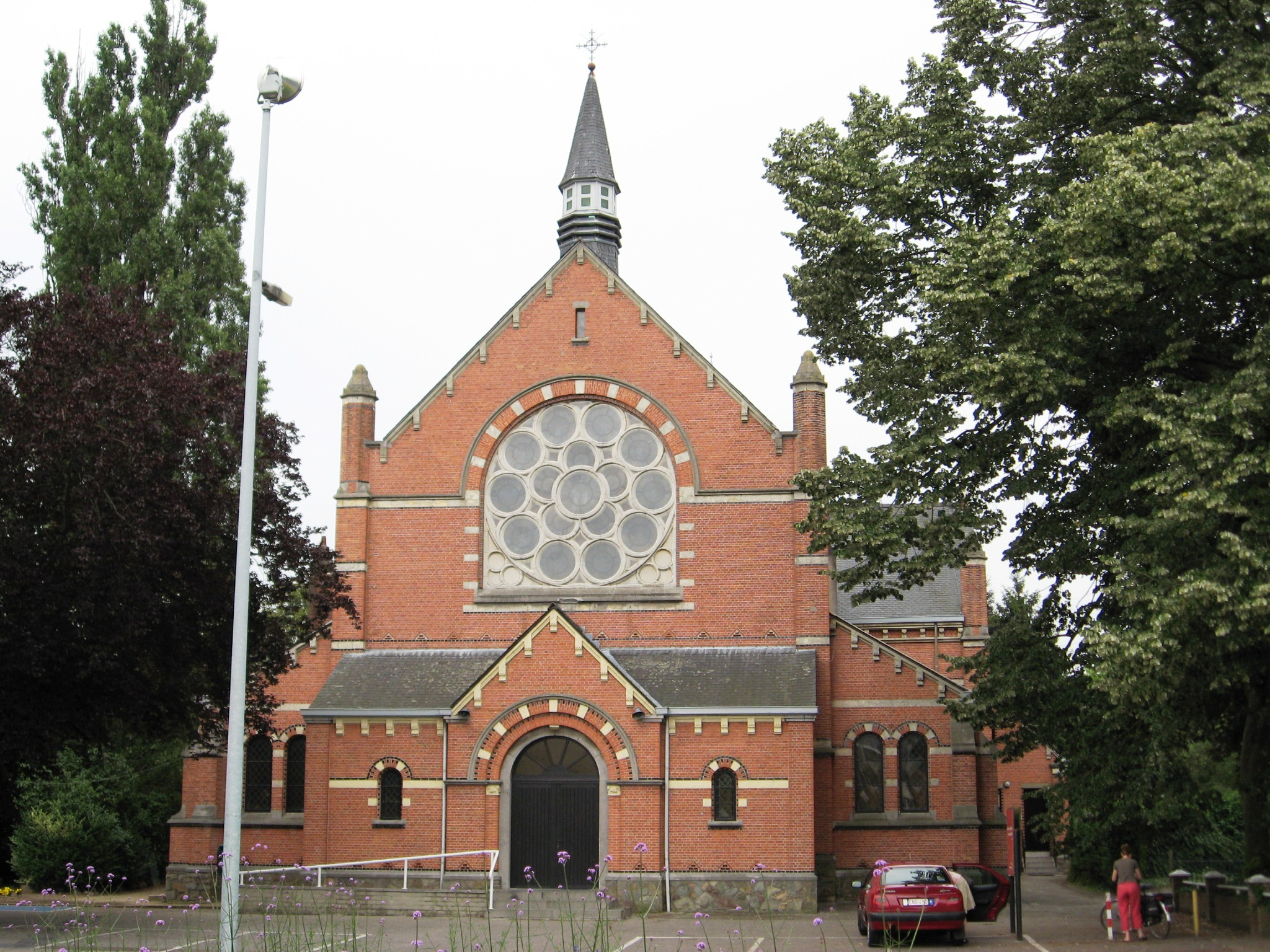
Onze-Lieve-Vrouw-Onbevlekt-Ontvangenkerk

De Onze-Lieve-Vrouw-Onbevlekt-Ontvangenkerk is de parochiekerk van Tervant in de Belgische provincie Limburg, gelegen aan de Pastoor Grausstraat.
De parochie van Tervant splitste zich in 1905 af van de parochie van Paal. In 1927 werd de kerk gebouwd. Architect was Mathieu Christiaens. In 1930 werd de kerk ingezegend.
Het is een driebeukige bakstenen basiliek in een stijl met neoromaanse kenmerken. Naast baksteen werd ook arduin en mergelsteen toegepast. Ook zijn versieringen van geglazuurde baksteen aangebracht, evenals een opvallend roosvenster boven de hoofdingang. Een dakruiter fungeert als torentje.
Het schip wordt overdekt met een tongewelf. De communiebank is van hardsteen en witte steen vervaardigd en het neoromaanse doopvont is een kopie van het doopvont van de kerk van Oostham.